# Diòcesi de Càstulo
La diòcesi de Càstulo (en llatí Diocesis Castulonensis) va ser una antiga demarcació eclesiàstica d'Hispània radicada a la ciutat romana de Càstulo (l'actual Cazlona, Linares), inicialment localitzada a la província Tarraconense i, després, a la Cartaginense, a la frontera amb la Bètica. Està documentada des del segle III fins a la segona meitat de segle vii, quan, a causa de la decadència de la ciutat, la seu va ser traslladada a Beatia (l'actual Baeza).
Des de 1969 és una diòcesi titular de l'Església Catòlica, de la qual és titular Víctor Aguilar Ledesma.

## Història
La tradició de l'arribada del cristianisme a la ciutat romana de Càstulo està vinculada a la llegenda dels set barons apostòlics. Suposadament hauria estat el bisbe Eufrasi d'Iliturgi el que va evangelitzar-la, un procés que va ser possible gràcies al seu estat avançat de romanització. Càstulo, ciutat originalment oretana, havia tingut una importància notable en època antiga, de la qual han romàs notables vestigis.
La seva antiguitat està demostrada per la presència del bisbe Secundí de Càstulo, acompanyat d'un prevere anomenat Turí, al Concili d'Elvira, celebrat a cavall dels segles iii i iv, i la d'Anià al Concili de Sàrdica el 343. A causa de les invasions dels pobles germànics, la zona va patir diversos atacs i destruccions. Càstulo va estar primer en poder dels alans, que probablement van devastar-la com tantes altres, fins que es va iniciar la monarquia visigoda. Els visigots inicialment eren arrians, només a partir de la conversió al catolicisme de Recared es tornen a tenir notícies dels bisbes de Càstulo. La ciutat encara devia tenir una certa importància per ser seu de bisbat. Posteriorment, entre el 666 i el 675, dates dels X i XI Concilis de Toledo, la seu va ser traslladada a Beatia (l'actual Baeza), a causa de la franca decadència de Càstulo. Al primer concili va assistir el bisbe Marc de Càstulo, mentre que a l'altre qui hi apareix és Rogat de Beatia, primer que utilitza aquest títol. Aquest fet es podia haver produït a inicis del regnat de Vamba.

## Llista de bisbes
| Nom          | Període         | Nota                                                                                                |        |
| ------------ | --------------- | --------------------------------------------------------------------------------------------------- | ------ |
| Secundí      | ss. III-IV      | Assistent al Concili d'Elvira (ca. 300/324)                                                         | [ 10 ] |
| Anià         | ca. 347         | Assistent al Concili de Sàrdica (343)                                                               | [ 7 ]  |
| Teodor       | ca. 589-610     | Assistent al III Concili de Toledo (589)                                                            | [ 13 ] |
| Veneri       | 610-ca. 626     | Consta al Decret de Gundemar (610)                                                                  | [ 14 ] |
| Perseveranci | ca. 626-ca. 638 | Assistent al IV Concili de Toledo (633)                                                             | [ 15 ] |
| Marc         | ca. 638-ca. 656 | Envia llegat al VII Concili de Toledo (646) i assistent als Concilis VIII (653), IX (655) i X (656) | [ 16 ] |

### Bisbes titulars
| Nom                        | Període   | Nota                       |       |
| -------------------------- | --------- | -------------------------- | ----- |
| Ángel María Ocampo Berrio  | 1970-1973 | Renuncia                   | [ 2 ] |
| Enrico Bartolucci Panaroni | 1973-1995 |                            | [ 2 ] |
| Riccardo Ruotolo           | 1995-2012 |                            | [ 2 ] |
| Adelio Dell'Oro            | 2012-2015 | Nomenat bisbe de Karaganda | [ 2 ] |
| Víctor Aguilar Ledesma     | 2015-2021 | Nomenat bisbe de Celaya    | [ 2 ] |